# Dansville (hrabstwo Livingston)
Dansville – wieś w Stanach Zjednoczonych, w stanie Nowy Jork, w hrabstwie Livingston.